# Miltochrista fukiensis
Miltochrista fukiensis là một loài bướm đêm thuộc phân họ Arctiinae, họ Erebidae.